# Hertz Garveri & Skotøjsfabrik
A/S Hertz Garveri & Skotøjsfabrik var et dansk garveri og læderfabrik i København, der eksisterede fra 1821 til 1974.

## Historie
Virksomheden blev oprindelig grundlagt som garveri af Abraham Hertz (1800-1875) den 4. december 1821 og lå i Prinsensgade nr. 6, en lille gade mellem Adelgade og Borgergade; formentlig nedlagt i 1940'erne. Prinsensgade nr. 6 blev nedrevet i 1938. I 1832 flyttede Abraham Hertz med familien til Rosenborggade 5 og måtte ad to omgange forhøje huset, i 1846 og 1853.
Forretningen overgik i 1869 til sønnen Meyer Hertz (1836-1914), som fortsatte den i eget navn og i 1875 flyttede den til helt nye bygninger på Jagtvej 211 på det dengang meget landlige Østerbro. Ud mod Jagtvej havde Meyer Hertz sin direktørbolig.
I 1897 omdannedes den til aktieselskab under ovenstående firmanavn og med Alfred Hertz som ny direktør, og skotøjsfabrikken trådte i virksomhed året efter. I 1906 udvidedes virksomheden ved overtagelse af hele aktiekapitalen i A/S Københavns Fodtøjsfabrik.
Fabrikken fusionerede 1918 med M.I. Ballins Sønner og andre fabrikker til Ballin & Hertz.
Fabrikken, der næsten udelukkende var rettet mod hjemmemarkedet, er beskrevet i N. Malmgrens Danmarks industrielle Etablissementer fra 1888:
"M. Hertz har ladet opfører alle Garveriets Bygninger og indrettet dem i alle Henseender fuldtud tidssvarende. Han har ligeledes efterhaanden anskaffet de nyeste Maskiner til Garveri, som er fremkommet i Ind- og Udenland, og i det hele taget med anerkendelsesværdig Ihærdighed søgt i enhver Retning at være rustet overfor en stærk og generende udenlandsk Konkurrence.
Fabrikskomplekset, 174 Fod langt [ca. 53,035 meter] og 86 Fod bredt [ca. 26,213 meter], bestaar af en forbygning, hvor der er Kontor og Lagerbygning, Bolig for Værkføreren og for Fabrikanten selv, en Mellembygning med Folkestue, Skarvehus, Underlædergarveri og Barkloft; endelig en Bagbygning med Overlædergarveri, Tougestue, Barkmølle og Varmekammer. Desuden er her Smøre-, Valse- og Tørreloft.
Bygningernes nederste etage ligger tildels under Jorde, og Materialerne, raa og færdige, der alle er under Tag, kan her om Vinteren heldigt bevares mod den for disse Artikler saa skadelige Frost-Indflydelse. Ligeledes foregaar alt Arbejde under Tag.
I Skarvehuset, hvor Raavarelageret findes, faar Huderne den første Behandling, idet de her udblødes, hængende i et Par kolossale Kar, fra hvilke Vandet løber gennem underjordiiske Ledninger. Ved en Dampproces løsnes Haarene fra Huderne, som derefter kommer ind i Garveriet til videre Behandling.
Underlædergarveriet har 60 Kar og >>Farver<<, ligeledes med underjordisk Afløb, samt 4 Sikar, hvori Barken yderligere bliver udtæret. Overlædergarveriet har et Antal af 30 Farver.
En Artesisk Brønd forsyner Garveriet med Vand, en Omstændighed, der navnlig har Betydning for Virksomheden derved, at dette Vand Sommer og Vinter har samme Temperatur.
En Dampkedel paa 16- og en Dampmaskine paa 10 Hestes Kraft driver Fabrikens forskellige Maskiner og Apparater, saasom Pumper, Barkmøller etc.
Dampmaskinen er fra Dhrr. H. Rudolph Koefoed & Co's Maskinværksted og arbejder fortræffeligt.
Bakloftet rummer omtrent 11.000 Centner bark (ca. 55.000 kg.). De to Barkmøller, som stadig arbejder i Garveriet, maler omtrent 60 Centner Bark (ca. 3.000 kg.) pr. Dag. Disse Møller er fabrikerede hos Dahl og Gamborg i København og har vist sig at være i alle Henseender tilfredsstillende.
Hudernes Transport gennem de forskellige Etager foregaar ved hjælp af Westonske Elevatorer* (Se under historiske elevatorer), som drives ved Damp. Til den saakaldte Varme- eller Tørrestue, hvor Huderne tørres, ledes Spildedampen gennem 6 Rørledninger, som er anbragt i et Rum under Tørrestuen.
I Tørrestuen findes 6 opretstaaende Vinder – Apparater, der ved Dampkraft sættes i roterende Bevægelse – som er konstruerede af Ejeren selv. I samme Etage, ved siden af, er Valsestuen, hvor de til Underlæderets Behandling Særegne Valser findes, fremdeles Smørestuen og ovenover endelig et større Tørreloft, som gaar gennem hele Baghuset, og hvor vi atter træffer de interessante selvbevægende Vinder.
Naar Barken har været benyttet til Garvning, gør den, efter at være presset mellem to Valser, Tjeneste som Brændsel, og Fabrikens Dampkedel ophedes saa godt som udelukkende ved dette Brændmateriale.
Garveriet beskæftiger 20 Arbejdere og tilbereder Læder af omtrent 5000 Huder om Året; det afsætter sit Fabrikat udelukkende heri Landet, hvor det overalt har anskaffet sig et udmærket Renommé."
I løbet af 1960'erne blev garveridriften indstillet. Fabrikkens skoproduktion blev indstillet på Jagtvej i 1972 og flyttet til Avedøre Holme, og blev lukket helt ned i 1974.
12. december 1986 blev fabrikken på Jagvej 211 besat, og året efter blev nedrivning og ombygning påbegyndt ved Tegnestuen Vandkunsten, der skabte den nuværende boligbebyggelse A/B Garvergården. Kun fragmenter af fabrikken er bevaret, bl.a. mure fra Meyer Hertz' villa, hvor der i dag er café.

## Direktører
- 1821-1869: Abraham Hertz
- 1869-1897: Meyer Hertz
- 1897-1918: Alfred Hertz (fortsat i Ballin & Hertz)